# Stefaniet
Het mineraal stefaniet is een zilver-antimoon-sulfide met de chemische formule Ag5SbS4.

## Eigenschappen
Het opaak loodgrijze of zwarte stefaniet heeft een metallische glans, een zwarte streepkleur en de splijting van het mineraal is imperfect volgens het kristalvlak [010] en slecht volgens [121]. Het kristalstelsel is orthorombisch. Stefaniet heeft een gemiddelde dichtheid van 6,25, de hardheid is 2 tot 2,5 en het mineraal is niet radioactief.

## Naamgeving
Het mineraal stefaniet is genoemd naar de Oostenrijkse mijningenieur Archduke Victor Stephan (1817 – 1867).

## Voorkomen
Stefaniet is een mineraal dat wordt gevormd in hydrothermale zilvererts-afzettingen. De typelocatie is de Freiberg in het Ertsgebergte, Duitsland.